# Linlin
Linlin (リンリン, Rinrin) chinês: 銭琳, pinyin: Qián Lín; Hancheu, 11 de março de 1991) é uma cantora chinesa, e ex-integrantes da oitava geração do grupo de J-pop Morning Musume.

## Biografia
Em 1999, Linlin foi descoberta por uma televisão do local onde costumava morar, desde então trabalhou na industria do entretenimento, aparecendo em séries e em outros programas como convidada.
Através da recomendação de um amigo de Tsunku, o produtor da Hello! Project (Grupo do qual as Morning Musume fazem parte), Linlin juntou-se ao Hello! Project como parte do Hello! Project Eggs.
Em 15 de março de 2007, ela (juntamente com Junjun) foram oficialmente anunciadas como sendo membros da 8ª Geração do grupo Morning Musume, como uma Estudate do Estrangeiro". A razão para a escolha de 2 membros estrangeiros para o grupo foi porque Tsunku teria ficado impressionado com as capaciades de Linlin e Junjun e, acreditava também, que ela seriam a chave a expansão das Morning Musume na Ásia.
Em 18 de março, Linlin fez a sua primeira aparição na televisão japonesa, no programa Hello! Morning.
Dois anos depois de estar no grupo, Tsunku anunciou no seu blog que Linlin iria ser a lidar do Sub-grupo do Hello! Project, Minimoni.
Em 8 de agosto de 2010, foi anunciado no blog de Tsunku que Junjun, Linlin e Kamei Eri iriam se graduar do Morning Musume.

## Trabalhos

### Televisão
- [2007] ハロー! モーニング (Hello! Morning)
- [2007; 2008] ハロモニ@ (Haromoni@)
- [2008] ベリキュー! (Berikyuu!)
- [2008; 2009] よろセン! (Yorosen!)

### Teatro
- 15 de janeiro de 2010] 半分エスパー Hanbun Esper

### Musicais
- [2008] シンデレラ the ミュージカル (Cinderella the Musical)
- [2010] FASHIONABLE